# سوخو تی-۴
سوخو تی-۴ (به انگلیسی: Sukhoi T-4) یک هواگرد ساختِ کارخانهٔ سوخو در کشور اتحاد جماهیر سوسیالیستی شوروی است. نخستین استفاده‌کنندهٔ این هواپیما نیروی هوایی شوروی بوده‌است. این هواگرد برای نخستین بار در ۲۲ اوت ۱۹۷۲ میلادی مورد استفاده قرار گرفت.